# Váralja, Tolna
Váralja  este un sat în districtul Bonyhád, județul Tolna, Ungaria, având o populație de 877 de locuitori (2011). 

## Demografie
Componența etnică a satului Váralja
     Maghiari (82,91%)
     Germani (11,06%)
     Romi (5,59%)
     Necunoscut (0,45%)
     Alții (0,45%)
Componența confesională a satului Váralja
     Reformați (23,72%)
     Romano-catolici (22,81%)
     Fără religie (18,13%)
     Luterani (12,88%)
     Necunoscută (22,12%)
     Atei (0,34%)
     Alte religii (4,22%)
Conform recensământului din 2011, satul Váralja avea 877 de locuitori. Din punct de vedere etnic, majoritatea locuitorilor (82,91%) erau maghiari, existând și minorități de germani (11,06%) și romi (5,59%). Apartenența etnică nu este cunoscută în cazul a 0,45% din locuitori. Nu există o religie majoritară, locuitorii fiind reformați (23,72%), romano-catolici (22,81%), persoane fără religie (18,13%) și luterani (12,88%). Pentru 22,12% din locuitori nu este cunoscută apartenența confesională.